# Československá basketbalová liga žen 1963/1964
Československá basketbalová liga žen 1963/1964 byla nejvyšší ligovou basketbalovou soutěží žen v Československu. Počet družstev byl 12. Titul mistra Československa získal tým Slovan Orbis Praha, na druhém místě se umístil klub Spartak Praha Sokolovo a na třetím KPS Brno.
- Slovan Orbis Praha (trenér Svatopluk Mrázek) v sezóně 1963/64 získal svůj 8. titul mistra Československa (z 9 celkem).

Konečné pořadí ligy 

1. Slovan Orbis Praha (mistr Československa 1964) - 2. Spartak Praha Sokolovo - 3. KPS Brno - 4. Slavia VŠ Praha - 5. Lokomotíva Bratislava - 6. Lokomotíva Ústí nad Labem - 7. Jiskra Kyjov - 8. Slovan CHZJD Bratislava - 9. Slavia VŠ Brno - 10. Spartak Přerov - další 2 družstva sestup z 1. ligy: 11. Slávia Prešov - 12. Spartak Hradec Králové

## Systém soutěže
- Všechna družstva hrála dvoukolově každý s každým (doma - venku), každé družstvo 22 zápasů.

| Poř. | Tým                       | Z  | V  | P  | Skóre     | Body |
| ---- | ------------------------- | -- | -- | -- | --------- | ---- |
| 1.   | Slovan Orbis Praha        | 22 | 20 | 2  | 1688:1241 | 42   |
| 2.   | Spartak Praha Sokolovo    | 22 | 19 | 3  | 1662:1140 | 41   |
| 3.   | KPS Brno                  | 22 | 19 | 3  | 1585:1175 | 41   |
| 4.   | Slavia VŠ Praha           | 22 | 15 | 7  | 1476:1257 | 37   |
| 5.   | Lokomotíva Bratislava     | 22 | 13 | 9  | 1355:1236 | 35   |
| 6.   | Jiskra Kyjov              | 22 | 13 | 9  | 1258:1199 | 35   |
| 7.   | Slovan CHZJD Bratislava   | 22 | 10 | 12 | 1296:1396 | 32   |
| 8.   | Lokomotiva Ústí nad Labem | 22 | 7  | 15 | 1276:1443 | 29   |
| 9.   | Slavia VŠ Brno            | 22 | 6  | 16 | 1170:1369 | 28   |
| 10.  | Spartak Přerov            | 22 | 4  | 18 | 1219:1528 | 26   |
| 11.  | Slávia VŠ Prešov          | 22 | 4  | 18 | 981:1387  | 26   |
| 12.  | Spartak Hradec Králové    | 22 | 2  | 20 | 922:1517  | 24   |

## Sestavy (hráčky, trenéři) 1963/1964, 1964/1965
- Slovan Orbis Praha: Dagmar Hubálková, Vlasta Brožová-Šourková, Věra Štechrová-Koťátková, Jaroslava Majerová-Ŕepková, Libuše Kociánová-Bolečková, Eva Hegerová-Šuckrdlová, Benešová-Havlíčková, Stejskalová, Wágnerová, Jagerová, Řezníčková, Jarolímová, Svobodová. Trenér Svatopluk Mrázek
- Spartak Praha Sokolovo: Milena Vecková-Blahoutová, Marta Kreuzová-Melicharová, Sylva Richterová, Jaroslava Dolejší-Sazimová, Eva Myslíková-Stehnová, Jana Bednářová-Edlová, Pavla Gregorová-Holková,Hana Polívková, Eva Polívková, Urbanová, Doležalová, Rottová. Trenér Miloslav Kříž (1964), Jiří Baumruk (1965)
- KPS Brno: Věra Horáková-Grubrová, Olga Přidalová (Kyzlinková-Mikulášková), Julie Žižlavská-Koukalová, O. Mikulášková, Olga Bobrovská-Hrubá, Ležáková, Hanáková, Robotková, Dana Tušilová-Rumlerová, Kučerová-Lastovecká, Eva Mikulášková. Trenér Jindřich Drásal
- Slavia Praha ITVS: Helena Adamírová-Mázlová, Milena Jindrová (Hacmacová), Jarmila Šulcová-Trojková, Radka Matoulková-Brožková, Alena Dolejšová-Plechatová, Ivana Mrázková-Kuchařová, Alena Spejchalová, Fořtová, Dočekalová, Lehká. Trenér Lubomír Dobrý (1964), Jan Karger (1965)
- Lokomotiva Bratislava: Helena Zvolenská, Valéria Tyrolová, Antonína Nováková-Záchvějová, Marta Tomašovičová, Helena Strážovská-Verešová, Fischerová, Gerhátová, Labudová, Lišková, Biřicová, Reltovová, Jajtnerová, Puobišová, Jajtnerová. Trenér Ján Hluchý
- Slovan CHZJD Bratislava: Zora Staršia-Haluzická, Eva Petrovičová, Olga Blechová-Bártová, Hana Veselá-Boďová, Věra Zedníčková-Ryšavá, Dana Šmihulová-Hapalová, Edita Uberalová-Príkazská, Mičudová-Baránková, Bíliková, Labudová, Pavlíková, Dubovská, Baštrnáková, Martišová, Miklánková. Trenér M. Šustík
- Jiskra Kyjov: Helena Malotová-Jošková, Ludmila Kuřilová-Navrátilová, Marie Řiháková, Pázlerová, Kočí, Uryčová, Strnadová. Trenér Ivan Kuřil
- Lokomotiva Ústí n/L: Marie Zahoříková-Soukupová, Jana Šubrtová, Pavla Pavlíčková, Petra Pavlíčková, Bradová, Vránová, Alena Holanová, Kluvánková, Schneiderová, Hana Slavíková, Strachová, Šeneklová. Trenér Květoslav Soukup
- Slavia VŠ Brno: Vlasta Pacíková, Páleníková-Krámová, Dufková, Dašovská, Titlbachová, Paseková, Robotková, Kubálková, Řehůřková. Trenér L. Pol
- Spartak Přerov: Hřičišťová, Coufalová, Cingrošová, Domanská, Drábková, Zapletalová, Mazurová, Kocfeldová, Hanzlová, Kaletová, Carečková, Chremiková. Trenér J. Coufal
- Slávia VŠ Prešov: Winterová, Karasová, Volčková, T. Sabanošová-Fabiánová, Baránková, E. Fabiánová, V. Fabiánová, Bělejová-Iványiová. Trenér Juraj Filčák
- Spartak Hradec Králové: Bórovcová, Francová, Štěpánková, Slačková. Trenér
- Bohemians ČKD Praha: Eva Krahulcová, Brychcínová, Uhrová, Taušnerová, Veselá, Loosová, Šplíchalová. Trenér
- NHKG Ostrava: A. Böhmová-Vejsová, Hana Opatřilová-Drastichová, Námyslová, Lendlová-Jeništová, Trunkátová, Vašíčková, Padělková. Trenér J. Ďurčok

## Zajímavosti
- Mistrovství světa v basketbalu žen 1964 (Lima), Peru, v dubnu/květnu 1964 za účasti 13 družstev. Konečné pořadí: 1. Sovětský svaz, 2. Československo, 3. Bulharsko, 4. USA. Československo na MS 1964 hrálo v sestavě: Helena Malotová-Jošková 99 bodů /9 zápasů, Dagmar Hubálková 98 /9, Věra Horáková-Grubrová 90 /9, Milena Vecková-Blahoutová 67 /8, Vlasta Brožová-Šourková 60 /7, Milena Jindrová 53 /7, Sylva Richterová 37 /8, Věra Štechrová-Koťátková 28 /7, Marta Kreuzová-Melicharová 21 /4, Olga Přidalová (Kyzlinková-Mikulášková) 18 /7, Elena Zvolenská 18 /6, Marie Zahoříková-Soukupová 12 /4, celkem 601 bodů v 9 zápasech (8 vítězství, 1 porážka), Trenér: Svatopluk Mrázek
- Mistrovství Evropy v basketbale žen 1964 se konalo v Maďarsku (Budapešť) za účasti 10 družstev. Mistrem Evropy byl Sovětský svaz', Bulharsko na 2. místě , Československo na 3. místě, Rumunsko na 4. místě. Československo na ME 1964 hrálo v sestavě: Vlasta Brožová-Šourková 69 bodů /6 zápasů, Milena Jindrová 54 /6, Helena Malotová-Jošková 38 /6, Alena Spejchalová 38 /6, Marta Kreuzová-Melicharová 35 /6, Olga Přidalová (Kyzlinková-Mikulášková) 26 /5, Milena Vecková-Blahoutová 25 /6, Věra Štechrová-Koťátková 20 /6, Pavla Holková-Gregorová 17 /6, Eva Krahulcová 2 /2, Marie Zahoříková-Soukupová 2 /2, Sylva Richterová 1 /2, celkem 327 bodů v 6 zápasech (4 vítězství, 2 porážky). Trenéři Svatopluk Mrázek, Miloslav Kříž
- V Poháru evropských mistrů v basketbalu žen Spartak Praha Sokolovo v sezóně 1963/64 v semifinále vyřadil CZ Bělehrad a ve finále podlehl Daugava Riga. Umístění českého družstva patří mezi významné úspěchy klubu.